# Taxithelium ventrifolium
Taxithelium ventrifolium är en bladmossart som beskrevs av Brotherus 1908. Taxithelium ventrifolium ingår i släktet Taxithelium och familjen Sematophyllaceae. Inga underarter finns listade i Catalogue of Life.